# Kaple svatého Jana Křtitele (Ledce)
Římskokatolická kaple svatého Jana Křtitele v Ledcích na Kladensku byla vystavěna roku 1782 do podoby pozdně barokní kaple o jedné lodi. Dále v roce 1866 byla symetricky rozšířena dvěma půlkruhovými kaplemi na boku a upravena do slohu pseudorománského. Stavbu vedl knížecí architekt rodu Clam–Martiniců Achille Wolf. Tato podoba se dochovala do dnešní doby a dne 21. 11. 2003 byla prohlášena za kulturní památku. Kaple je majetkem obce.

## Poloha
Kaple se nachází na návsi v centru obce, kousek od obecního úřadu. Vedle kaple rostou dvě letité lípy malolisté, které jsou státem chráněny (Lípy v Ledcích).

## Zajímavosti
- Původní zvon z kaple byl kvůli svému stavu přemístěn do muzea v Ledcích a za vybrané peníze od občanů obce Ledce byl zakoupen nový, který byl osazen 15. prosince 2011.
- Původní oltář byl přemístěn do kostela sv. Havla v Tuchlovicích, kde už zůstal.
- Varhany jsou z roku 1913.

### Rekonstrukce
V roce 2006 se začala kaplička podle návrhu Ing. Otakara Hrdličky rekonstruovat.

## Galerie

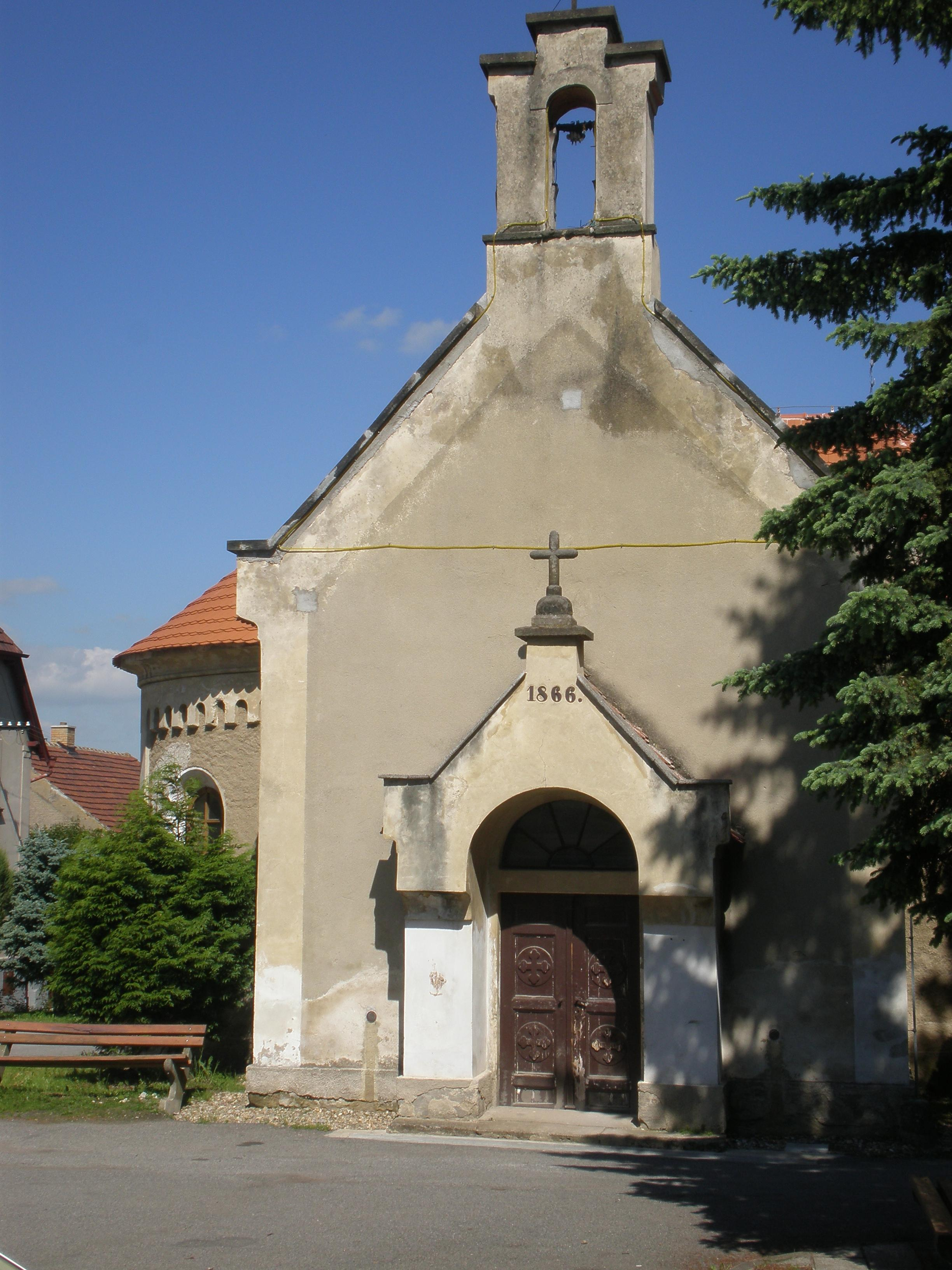
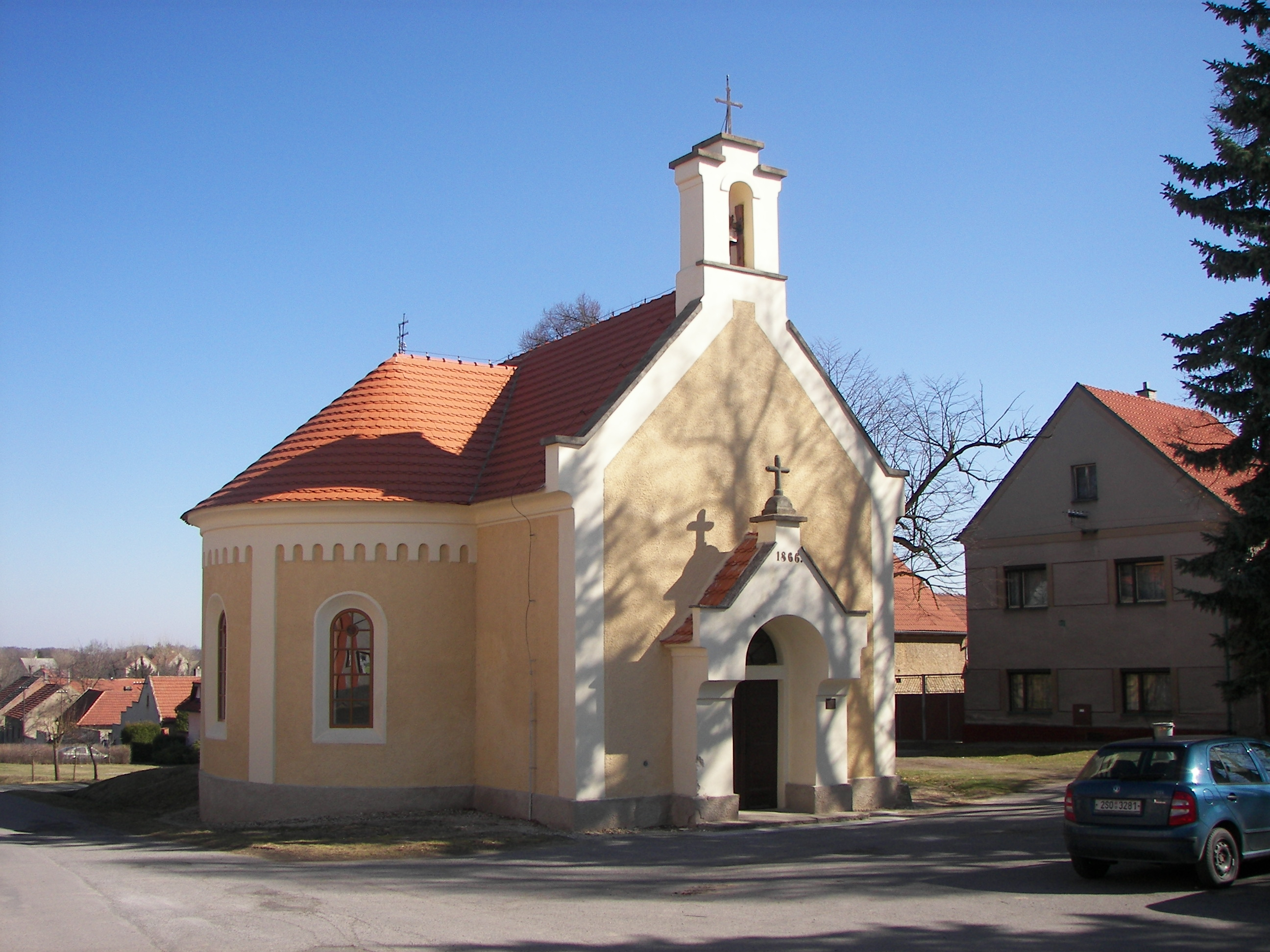
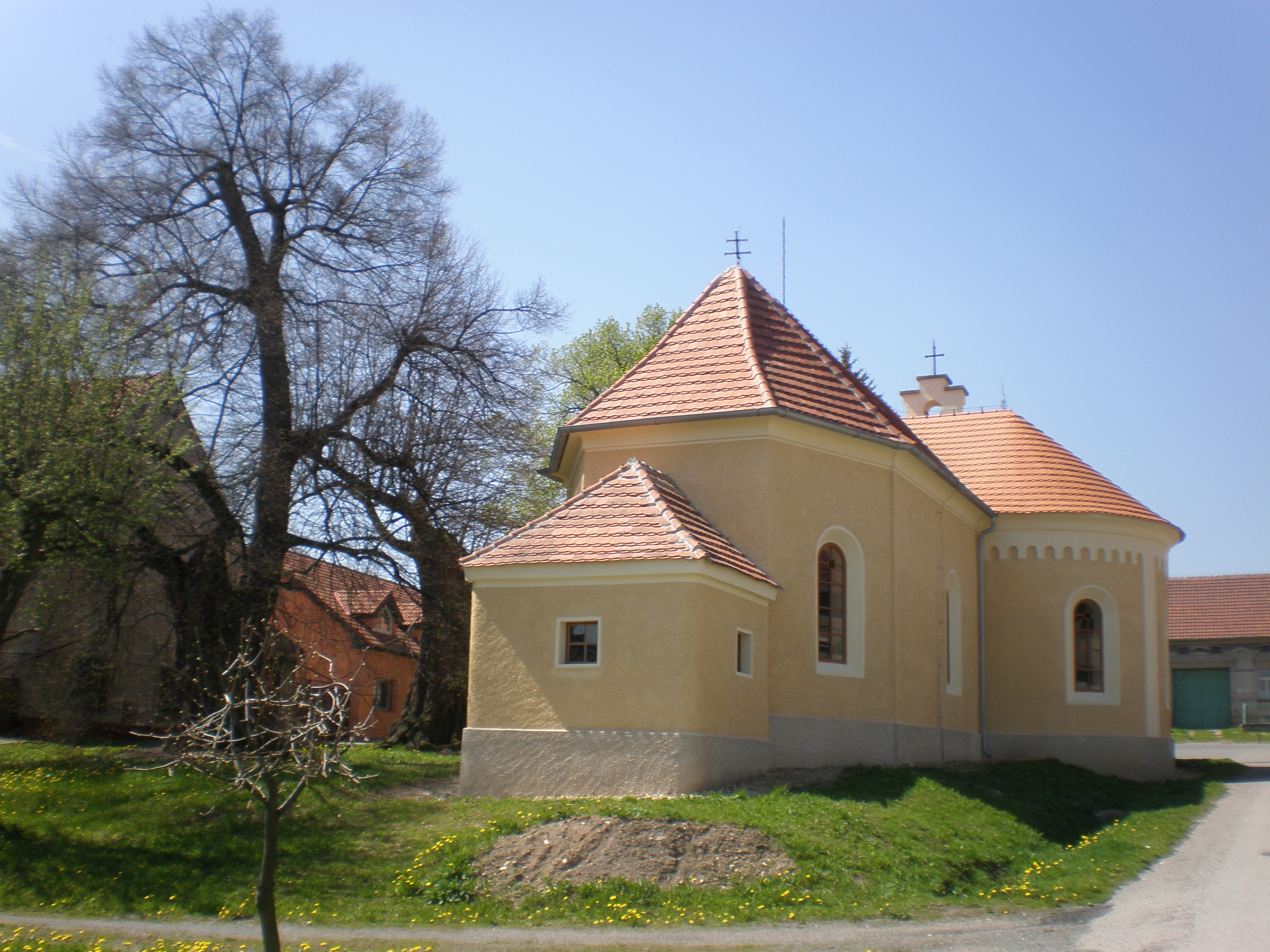